# 1987-es Formula–1 monacói nagydíj
Az 1987-es Formula–1-es világbajnokság negyedik futama a monacói nagydíj volt.

## Futam
A pole-pozíciós Mansell megtartotta első helyét a rajt után a második Sennával és a harmadik Piquet-vel szemben.
A 29. körig változatlan volt az élen autózók sorrendje, amikor Mansell lelassult, majd kiesett a turbó meghibásodása miatt. Senna így az élre állt és győzött, Piquet a második, Prost a harmadik helyre jött fel. Alain Prost a 75. körben motorhiba miatt feladni kényszerült a versenyt, így végül Alboreto lett a harmadik.
Senna az aktív felfüggesztésű autók első győzelmét szerezte.
|         | Rsz. | Versenyző          | Csapat                 | Körök | Idő/Kiesések     | Rajthely | Pontok |
| ------- | ---- | ------------------ | ---------------------- | ----- | ---------------- | -------- | ------ |
| 1       | 12   | Ayrton Senna       | Lotus-Honda            | 78    | 1:57:54,085      | 2        | 9      |
| 2       | 6    | Nelson Piquet      | Williams-Honda         | 78    | + 33,212         | 3        | 6      |
| 3       | 27   | Michele Alboreto   | Ferrari                | 78    | + 1:12,839       | 5        | 4      |
| 4       | 28   | Gerhard Berger     | Ferrari                | 77    | + 1 kör          | 8        | 3      |
| 5 (1)   | 3    | Jonathan Palmer    | Tyrrell-Ford           | 76    | + 2 kör          | 15       | 2      |
| 6 (2)   | 16   | Ivan Capelli       | March-Ford             | 76    | + 2 kör          | 19       | 1      |
| 7       | 9    | Martin Brundle     | Zakspeed               | 76    | + 2 kör          | 14       |        |
| 8       | 19   | Teo Fabi           | Benetton-Ford          | 76    | + 2 kör          | 12       |        |
| 9       | 1    | Alain Prost        | McLaren-TAG            | 75    | Motorhiba        | 4        |        |
| 10      | 11   | Nakadzsima Szatoru | Lotus-Honda            | 75    | + 3 kör          | 17       |        |
| 11      | 25   | René Arnoux        | Ligier-Megatron        | 74    | + 4 kör          | 22       |        |
| 12      | 26   | Piercarlo Ghinzani | Ligier-Megatron        | 74    | + 4 kör          | 20       |        |
| 13 (3)  | 14   | Pascal Fabre       | AGS-Ford               | 71    | + 7 kör          | 24       |        |
| Kiesett | 18   | Eddie Cheever      | Arrows-Megatron        | 59    | Túlmelegedés     | 6        |        |
| Kiesett | 17   | Derek Warwick      | Arrows-Megatron        | 58    | Váltó            | 11       |        |
| Kiesett | 2    | Stefan Johansson   | McLaren-TAG            | 57    | Motorhiba        | 7        |        |
| Kiesett | 30   | Philippe Alliot    | Larrousse-Ford         | 42    | Motorhiba        | 18       |        |
| Kiesett | 7    | Riccardo Patrese   | Brabham-BMW            | 41    | Elektronika      | 10       |        |
| Kiesett | 21   | Alex Caffi         | Osella-Alfa Romeo      | 39    | Elektronika      | 16       |        |
| Kiesett | 8    | Andrea de Cesaris  | Brabham-BMW            | 38    | Felfüggesztés    | 21       |        |
| Kiesett | 5    | Nigel Mansell      | Williams-Honda         | 29    | Turbó            | 1        |        |
| Kiesett | 24   | Alessandro Nannini | Minardi-Motori Moderni | 21    | Elektronika      | 13       |        |
| Kiesett | 4    | Philippe Streiff   | Tyrrell-Ford           | 9     | Baleset          | 23       |        |
| Kiesett | 20   | Thierry Boutsen    | Benetton-Ford          | 5     | Erőátvitel       | 9        |        |
| Kizárva | 10   | Christian Danner   | Zakspeed               |       | Kizárva          |          |        |
| NI      | 23   | Adrián Campos      | Minardi-Motori Moderni | 0     | Nem állt rajthoz | 0        |        |

## Statisztikák
Vezető helyen:
- Nigel Mansell: 29 (1-29)
- Ayrton Senna: 49 (30-78)

Ayrton Senna 5. győzelme, 5. leggyorsabb köre, Nigel Mansell 7. pole-pozíciója.
- Lotus 78. győzelme.